# Ethereum
Ethereum es una plataforma de código abierto, que sirve para ejecutar contratos inteligentes. Es programable, lo que significa que los desarrolladores pueden usarlo en la creación de aplicaciones descentralizadas.
Estas aplicaciones descentralizadas (abreviado en inglés como dapps) se valen de la capacidad de transaccionar de las criptomonedas, la programabilidad de un contrato inteligente y la tecnología de cadena de bloques. Son confiables y predecibles, lo que significa que una vez que se cargan (minan) en Ethereum, siempre se ejecutarán según lo programado. 
Pueden controlar los activos digitales para crear nuevos tipos de aplicaciones financieras. Se pueden descentralizar, lo que significa que ninguna entidad o persona los controla.
En este momento, miles de desarrolladores de todo el mundo están creando aplicaciones en Ethereum e inventando nuevos tipos de aplicaciones, muchas de las cuales puede usar hoy en día:
- Carteras de criptomonedas que le permiten realizar pagos baratos e instantáneos con ETH u otros activos (tókenes).
- Aplicaciones financieras que le permiten pedir prestado, prestar o invertir sus activos digitales.
- Mercados descentralizados, que permiten intercambiar activos digitales, o incluso intercambiar "predicciones" sobre eventos en el mundo real.
- Juegos donde tienes activos en el juego e incluso puedes ganar dinero real.
- Tókenes no fungibles.

El desarrollador de software Vitalik Buterin, propuso integrar un lenguaje Turing completo en el sistema de scripting de Bitcoin como mejora del protocolo, aunque el concepto es una idea original de Sergio Demian Lerner que desarrolla en su tesis. El desarrollo del mismo se logró gracias a una plataforma de financiamiento colectiva, desde julio a agosto de 2014. El sistema salió definitivamente el 30 de julio de 2015.
Después de una bifurcación de la blockchain en julio de 2016, hay dos cadenas de bloques de Ethereum activas: Ethereum y Ethereum Clásico.
Al igual que otras criptomonedas, Ethereum fue muy criticado por la huella de carbono que generaba. A partir del 15 de septiembre de 2022, Ethereum redujo su consumo en un 99,95% al modificar su prueba de consenso, migrando del modelo de prueba de trabajo (que requiere grandes cantidades de energía) al modelo de prueba de participación.

## Objetivos
El propósito inicial del proyecto Ethereum es el de «descentralizar la web» mediante la introducción de cuatro componentes como parte de la hoja de ruta de su Web 3.0: publicación de contenido estático, mensajes dinámicos, transacciones confiables y una interfaz de usuario integrada y funcional. Estos componentes están diseñados para reemplazar algunos aspectos de la experiencia web que se da por sentada actualmente, pero haciéndolo de una manera completamente descentralizada y anónima.

## Beneficios
1. Una de las ventajas que ofrece esta plataforma es el de eliminar obstáculos burocráticos, permitiendo a los usuarios interactuar entre ellos directamente.[8]
2. La información personal de los usuarios de Ethereum no corren riesgo en esta plataforma. Aquí, su información personal, sus fondos y su contenido siguen siendo confidenciales y el mismo puede rastrear sus fondos y datos personales en todo momento.[9]
3. Debido a que está descentralizada, su principal ventaja es que es una plataforma transparente, a prueba de hackers.[10]
4. Permite lanzar su propia moneda, puede crear cualquier tipo de acciones de la empresa en la plataforma o representar la propiedad de cualquier objeto.
5. Tiene la capacidad de reducir los costos, asegurando la transparencia y la confianza entre la interacción de contratos inteligentes.
6. Sirve para eliminar las barreras de desconfianza entre las partes. El hecho de que Ethereum sea, por su propio diseño, resistente al fraude y a la adulteración, significa que ofrece una nueva gama de soluciones a los problemas cotidianos que actualmente se resuelven a costos exorbitantes.
7. También permite a los desarrolladores crear, por ejemplo, diferentes mercados descentralizados, almacenar registros de deuda o promesas de pagos, transferir fondos de acuerdo con instrucciones anteriores y otros aspectos que aún no han llevado a cabo en plataformas de contratos inteligentes, todo ello de forma automática, sin riesgo de intermediario o de contra parte.[9]

## Funcionamiento básico
Ethereum funciona de manera descentralizada a través de una máquina virtual de Ethereum (EVM, por su sigla en inglés). Esta máquina ejecuta un código intermedio el cual es una mezcla de LISP, ensamblador y bitcoin script.
Los programas que realizan contratos inteligentes son escritos en lenguajes de programación de alto nivel de tipo Turing completos, como Serpent o Solidity, que siguen la metodología de diseño por contrato para crear los contratos inteligentes.
Ethereum usa como divisa interna el ether, la criptomoneda descentralizada subyacente al mismo que sirve para ejecutar los contratos del mismo. A este respecto, Ethereum no es como la mayoría de las criptodivisas existentes, ya que no es solamente una red para reflejar las transacciones de valor monetario, sino que es una red para la alimentación de los contratos basados en Ethereum. Estos contratos de código abierto pueden ser usados para ejecutar de forma segura una amplia variedad de servicios, entre los que se incluyen: sistemas de votación, intercambios financieros, plataformas de micromecenazgo, propiedad intelectual y organizaciones descentralizadas autónomas.
Ethereum puede ser usado para crear aplicaciones financieras, con seguridad y transparencia, ofrece también seguridad criptográfica en línea para manejar propiedades y contratos.
En Ethereum, los desarrolladores también pueden escribir la lógica de negocio y acuerdos en forma de contratos inteligentes, los cuales se ejecutan automáticamente cuando sus condiciones son satisfechas por ambas partes e informadas a la red. Estos contratos pueden almacenar datos, enviar y recibir transacciones e incluso interactuar con otros contratos, independientemente de cualquier control .

### Ether
El ether o éter (ETH) es la criptomoneda generada por el protocolo de Ethereum como recompensa a los mineros en un sistema de prueba de trabajo por añadir bloques a la cadena de bloques. Es la única moneda aceptada en el pago de las tasas de transacción, que también se destinan a los mineros. La recompensa por bloque junto con las tasas de transacción proporcionan el incentivo a los mineros para mantener el crecimiento de la cadena de bloques (es decir, para seguir procesando nuevas transacciones). Por lo tanto, ETH es fundamental para el funcionamiento de la red. Cada cuenta de Ethereum tiene un saldo de ETH y puede enviar ETH a cualquier otra cuenta. La subunidad más pequeña de ETH se conoce como wei y equivale a 10 a 18 ETH. A menudo se hace referencia erróneamente al ether como Ethereum.
El ether se cotiza en las bolsas con el código de moneda ETH. El carácter griego Xi en mayúscula (Ξ) se utiliza a veces para su símbolo de moneda.

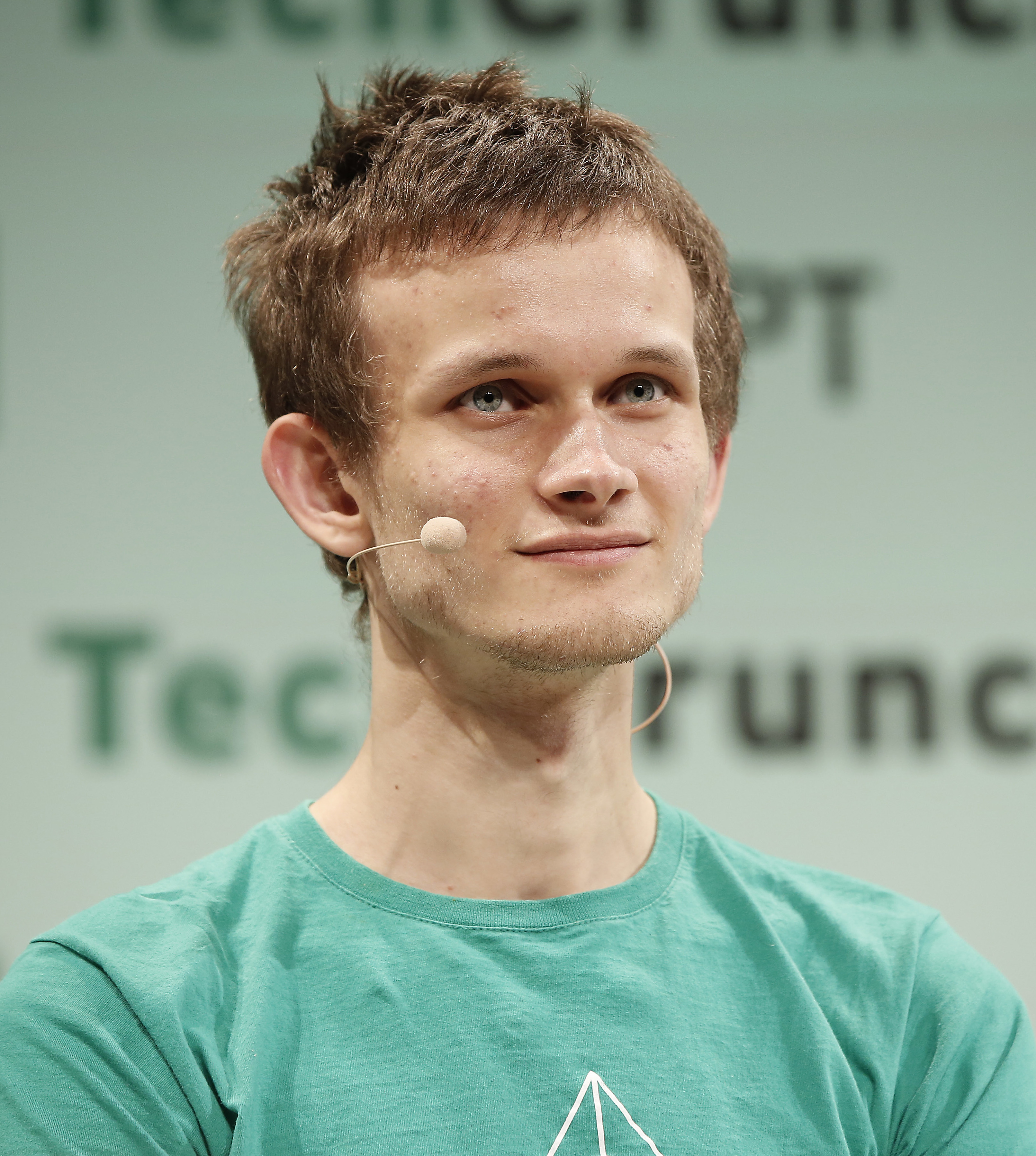
El fundador de Ethereum Vitalik Buterin durante el TechCrunch Disrupt London 2015 - Día 2 en el Copper Box Arena el 8 de diciembre de 2015 en Londres, Inglaterra

### Máquina virtual
La máquina virtual de Ethereum (EVM) es el entorno de ejecución de las transacciones en Ethereum. Se trata de una pila de registros de 256 bits que está aislada de los demás archivos y procesos del nodo para garantizar que, para un determinado estado previo a la transacción y una determinada transacción, todos los nodos produzcan el mismo estado posterior a la transacción, permitiendo así el consenso en la red. La definición formal del EVM se especifica en el Libro Amarillo de Ethereum. Los EVMs han sido implementados en C++, C#, Go, Haskell, Java, JavaScript, Python, Ruby, Rust, Elixir, Erlang.

### Gas
El gas es una unidad de cuenta dentro del EVM que se utiliza en el cálculo de la tasa de transacción, que es la cantidad de ETH que el remitente de una transacción debe pagar al minero que incluye la transacción en la blockchain.
Cada tipo de operación que puede ser realizada por el EVM está codificada con un determinado coste de gas, que pretende ser aproximadamente proporcional a la cantidad de recursos (computación y almacenamiento) que un nodo debe gastar para realizar esa operación. Al crear una transacción, el remitente debe especificar un límite de gas y un precio de gas. El límite de gas es la cantidad máxima de gas que el emisor está dispuesto a utilizar en la transacción, y el precio del gas es la cantidad de ETH que el emisor desea pagar al minero por unidad de gas utilizada. Cuanto más alto sea el precio del gas, más incentivo tendrá el minero para incluir la transacción en su bloque y, por tanto, más rápido se incluirá la transacción en la cadena de bloques. El remitente compra la cantidad total de gas (es decir, el límite de gas) por adelantado, al comienzo de la ejecución de la transacción, y se le reembolsa al final el gas no utilizado. Si en algún momento la transacción no tiene suficiente gas para realizar la siguiente operación, la transacción se revierte pero el remitente sigue pagando por el gas utilizado. Los precios del gas suelen estar denominados en gwei, una subunidad de ETH igual a 9 a 10 ETH.
Este mecanismo de tarifas está diseñado para mitigar el spam de las transacciones, evitar los bucles infinitos durante la ejecución de los contratos y proporcionar una asignación de los recursos de la red basada en el mercado.

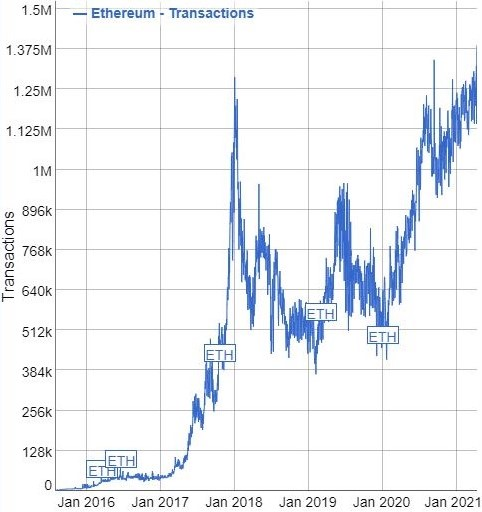
El número de transacciones diarias confirmadas de Ethereum a partir de abril de 2021

## Desarrollo
En diciembre de 2013, Vitalik Buterin comenzó el desarrollo de Ethereum, con la primera prueba de concepto (PdC) realizada en Go y C++ publicada en febrero de 2014.
Desde entonces, varias PdC han sido publicadas, con PdC4 se llevó la implementación del Contrato Inteligente a lenguajes de alto nivel como Serpent (basado en Python), Mutan (basado en Go) y LLL (basado en Lisp).
Con el fin de financiar el desarrollo del proyecto, Ethereum distribuyó una asignación inicial de ether mediante una subasta pública que se prolongó durante 42 días, obteniendo un total de 31 591 BTC de crédito.
La PdC5 fue publicada mediante GitHub el 22 de julio de 2014, coincidiendo con el lanzamiento de la preventa de ether, e incluía varios cambios respecto a anteriores PdC.
Es parte del grupo de plataformas de próxima generación o Bitcoin 2.0.
Fue la primera vez que dos clientes, uno escrito en C++ y otro en Go, funcionaron entre ellos de manera satisfactoria operando en el mismo blockchain. En agosto de 2014, la versión cliente de Python fue añadida a la lista, y ahora una versión de Java está cerca de ser publicada.
Con la PdC7 se introdujo Solidity, un lenguaje híbrido entre Javascript/C++ con algunos añadidos sintácticos para hacer posible la codificación de contratos sin Ethereum. Los tiempos de bloque fueron reducidos de 60 a 12 segundos gracias a utilizar un nuevo protocolo basado en GHOST.
Actualmente, Ethereum está en proceso de usar una cantidad inicial de fondos (generados mediante la venta de ether) los cuales son sustraídos de los fondos inicialmente reservados para expandir sus operaciones. Eth Dev (la entidad responsable de sacar a la luz Ethereum 1.0) está centrada en la implementación y la publicación de la PdC8. Esta versión comenzará a ser auditada de manera masiva tanto internamente como externamente por entidades de seguridad informática. Además, se implementará un programa para depurar errores en el sistema.

#### Smartphones Ethereum
En agosto de 2023, salieron al mercados los teléfonos Ethereum, basados en Google Pixel 7, este teléfono inteligente funciona con el Sistema Operativo ethOS. Un celular diseñado para poder gestionar pagos y recibir mensajes. Además, tienen integración con Ethereum Name Services, facilitando transacciones en esta criptomoneda.

### Ethereum 2.0
El objetivo principal de la actualización es aumentar el rendimiento de las transacciones de la red desde las actuales 15 transacciones por segundo hasta decenas de miles de transacciones por segundo.
El objetivo declarado es aumentar el rendimiento dividiendo la carga de trabajo en muchas cadenas de bloques que se ejecutan en paralelo (lo que se conoce como fragmentación) y haciendo que todas ellas compartan una cadena de bloques de prueba de apuestas común, de modo que para manipular maliciosamente cualquier cadena en particular sería necesario manipular el consenso común, lo que costaría al atacante mucho más de lo que podría ganar con un ataque.
La cadena de bloques de prueba de participación de Ethereum ha planteado preocupaciones de centralización en relación con la salud y la seguridad a largo plazo de Ethereum.
Ethereum 2.0 (también conocido como Serenity) está diseñado para ser lanzado en tres fases:
- "Fase 0" también conocida como "The Beacon Chain" fue lanzada el 1 de diciembre de 2020 y creó la Beacon Chain, una blockchain proof-of-stake (PoS) que actuará como eje central de coordinación y consenso de Ethereum 2.0.[29][30][31]
- La "Fase 1", también conocida como "The Merge", fusionó la Beacon Chain con la red de Ethereum, cambiando su mecanismo de consenso de prueba de trabajo (proof-of-work) a prueba de participación (proof of stake). La fusión tuvo lugar el 15 de septiembre de 2022.[32][5][31] El 12 de marzo de 2023 tuvo lugar la actualización Shapella, más conocida como Shangai Upgrade, que permitió iniciar los retiros del ETH puesto en stake desde el inicio del roadmap de Ethereum 2.0.[33]
- La "Fase 2", también conocida como "Shard chains", implementará la ejecución de estados en las cadenas de fragmentos[34] y se espera que la actual cadena Ethereum 1.0 se convierta en uno de los fragmentos de Ethereum 2.0. Las cadenas de fragmentos repartirán la carga de la red entre 64 nuevas cadenas. A partir del 28 de agosto de 2021, se espera su lanzamiento en 2022.[31]

## Recepción
La plataforma recibió menciones en Wired, The Globe and Mail, SiliconANGLE, Yahoo News, Medium.com Al Jazeera, Forbes, The Telegraph y en Keiser Report.
Primavera De Filippi, una investigadora de posgrado en el CERSA/CNRS de la Universidad Panthéon-Assas, habló sobre las implicaciones legales de Ethereum en Harvard el 15 de abril de 2014. El estudiante de doctorado de la Universidad de Toronto Quinn DuPont analizó el cambio de Bitcoin a Ethereum en lectura pública en la Universidad de Dalhousie el 2 de octubre de 2014. Steve Randy Waldman describió Ethereum como una herramienta que puede ser usada para la ingeniería de la seguridad de economías distribuidas.
El gigante chino Wanxiang, una multinacional dedicada a la manufactura de componentes automovilísticos, se alía con Ethereum para poder implementar el protocolo de Lightning Network, y Microsoft proveerá de herramientas basadas en la cadena de bloques de Ethereum a sus usuarios de Azure.

## Estatus legal
Ethereum, como  criptomoneda, tiene el estatus de criptodivisa cotizandose en los mercados financieros. 
A diferencia de Bitcoin, Ethereum promete ser la cuna de cualquier software descentralizado o criptográfico que se desee y pueda programar utilizando lenguajes específicos para la creación de sus contratos inteligentes y también la tecnología Blockchain.

### Prohibición de las ICO
El 4 de septiembre de 2017 el Banco Popular de China (organismo rector de la moneda en China) prohibió las colocaciones ICO de criptodivisas, provocando de esa manera una pequeña baja de su cotización que en este momento está al alza.